# Celle di Bulgheria
Celle di Bulgheria község (comune) Olaszország Campania régiójában, Salerno megyében.

## Fekvése
A Bulgheria-hegység lábainál fekszik, a megye déli részén. Határai: Camerota, Centola, Laurito, Montano Antilia és Roccagloriosa.

## Története
Celle első írásos említése a 8. századból származik, amikor a salernói hercegek által felfogadott bolgár katonák telepedtek meg a vidéken. A középkor során Roccagloriosa része volt, csak a 19. század elején lett önálló amikor a Nápolyi Királyságban felszámolták a feudalizmust.

## Népessége
A népesség számának alakulása:

## Főbb látnivalói
- Palazzo Canonico De Luca - 18. században épült nemesi palota
- Santa Sofia-templom - 20. század elején épült
- Maria Santissima delle Nevi-templom - a 18. század elején épült